# جيمس إل. هتلاند جونيور
جيمس إل. هتلاند جونيور (بالإنجليزية: James Lyman Hetland, Jr.)‏ هو عسكري أمريكي، ولد في 1926، وتوفي في 23 مايو 2012.